# Jean-Marc Monnerville
Jean-Marc Monnerville znany pod pseudonimem Kali (ur. 21 lutego 1956 w Fort-de-France) – francusko-martynikański piosenkarz.

## Dzieciństwo
Matką Monnerville'a jest pisarka i nauczycielka Liliane Ransay, a ojcem muzyk i członek l'African Band à Paris Ivon Monnerville. Muzykami są także jego wuj Max Ransay i brat Paul Ives "Pim" Monnerville.
Jean-Marc Monnerville od dzieciństwa zachęcany był przez ojca do nauki gry na perksuji. Pseudonim Kali wymyślił w szkole podstawowej, a inspiracją był bohater popularnej wówczas kreskówki o imieniu Calimero.
Kariera Kalego rozpoczęła się w 1974, kiedy ojciec wysłał go do Francji do szkoły muzycznej. Jako perkusista grał w kilku zespołach, dopóki w wieku 19 lat nie założył własnego. Nazwa zespołu Gaoulé nawiązywała do masakry niewolników we Francuskich Indiach Zachodnich w XVII wieku.

## Kariera muzyczna
Pod wpływem Ruchu Rastafari w 1979 Kali zmienił swój sceniczny image, zapuszczając dredy. W tym okresie założył również kolejny zespół, 6ème continent. Grupa ta łączyła reggae z tradycyjną muzyką karaibską. Do najpopularniejszych utworów zespołu 6ème continent należały „Adieu foulards” i „Reggae Dom-Tom” opowiadający o relacjach między Francją a jej dawnymi koloniami. W 1983 zespół stał się znany w całej Francji po tym, jak zastąpił Femiego Kutiego na Fète de la Musique. Po zwróceniu się Columbia Records do zespołu z prośbą o „zmodernizowanie dźwięków” Kali postanowił odejść z grupy.
W 1987 wrócił na Martynikę i rozpoczął karierę solową. Po dwóch latach wydał pierwszą płytę, Racines I, a rok później kolejną – Racines II.
W 1990 wystąpił w Paryżu, a następnie został wybrany do reprezentowania Francji na Eurowizji 1992 z wykonywanym w języku antylskim utworem „Monté la riviè” z nowego albumu pt. Roots. Zajął 8. miejsce z 73 punktami. Udany występ Kalego na Eurowizji przysporzył mu popularności, co pomogło w sprzedaży następnej płyty artysty Lese la te Tounen. Jeden z utworów z tego albumu, Pan Patchew został uznany za piosenkę roku Antyli Francuskich.
W 1995 wydał album Débranché. Sukces płyty sprawił, że Kali wystąpił na festiwalu MIDEM w Cannes, a także został zaproszony do Zimbabwe na koncert z okazji setnej rocznicy pierwszego powstania antykolonialnego. W 2002 upamiętnił setną rocznicę erupcji wulkanu Pelée, wydając album Bèlè Boum Bap. W listopadzie 2007 wydał kolejną płytę, Racines Caraïbes, a trzy lata później następną – Le Trio. W marcu 2013 wydał następny album zatytułowany C’est l’éveil.